# Jedinstveno područje plaćanja u eurima
Jedinstveno područje plaćanja u eurima (engleski: Single Euro Payment Area, SEPA) predstavlja inicijativu Europske unije za pojednostavljivanje bankovnih transfera iskazanih u eurima. Ostvarivanjem ovog projekta omogućuje se potrošačima, poslovnim subjektima i tijelima javne vlasti u članicama EU obavljati i primati plaćanja u eurima pod jednakim osnovnim uvjetima neovisno o njihovoj lokaciji.
SEPA se sastoji od 27 članica Europske unije, 4 članice EFTA-e odnosno Europske slobodne trgovinske zone: Islanda, Lihtenštajna, Norveške i Švicarske - te Ujedinjenog Kraljevstva, Monaka, San Marina, Andore i Vatikana.

## Pravni okvir
Europska komisija usvojila je u prosincu 2005. prijedlog novog jedinstvenog pravnog okvira, koji je rezultirao kasnijim usvajanjem Direktive o uslugama platnog prometa. Navedena je direktiva morala biti prenesena u zakonodavstvo država članica Europske unije i Europskog gospodarskog prostora do 31. listopada 2009. godine. Švicarska se također odlučila za primjenu direktive, i to prvenstveno zbog visokog stupnja integracije svojih banaka unutar europskog bankarskog sustava.